# 外薗晶敏
外薗 晶敏（ほかぞの あきとし、1977年6月12日 - ）は、日本の男性元総合格闘家。兵庫県出身。元修斗世界バンタム級王者。鍼灸整骨院経営者。
現役時代から「負けたら引退」と語っていたが、無敗のまま引退した。

## 来歴
2001年9月24日、全日本アマチュア修斗選手権フェザー級に出場。決勝で横山宜行に一本勝ちし優勝を果たした。
2002年2月11日、プロ修斗デビュー。同年のフェザー級新人王トーナメント1回戦で木部亮と対戦し、0-1の判定ドローとなったが、ポイント差でトーナメント敗退。
2003年3月30日、木部亮と再戦し、判定勝ち。
2003年7月13日、フェザー級新人王トーナメント準決勝で対戦予定であったきんぞ～が負傷欠場になり、決勝進出が決定。代わりに喜多浩樹と対戦し、TKO勝ち。
2003年11月25日、フェザー級新人王トーナメント決勝で三上洋平と対戦し、判定勝ちを収め新人王となった。
2004年4月16日、修斗で大沢ケンジと対戦し、スリーパーホールドで一本勝ち。
2005年9月23日、修斗でマルコ・ロウロと対戦。2Rにダウンを奪うなどして3-0の判定勝ち。
2006年7月21日、修斗世界フェザー級（-60kg）王座決定戦で大沢ケンジと2年3か月ぶりに再戦し、3-0の判定勝ちを収め世界王座獲得に成功した。この試合はフリーランスとしての出場だった。
2007年7月15日、修斗世界フェザー級チャンピオンシップで前王者松根良太と対戦予定であったが、松根の右上腕二頭筋長頭腱断裂および左肋骨骨折により試合は消滅した。
2008年1月26日、修斗のリング上で無敗での現役引退を発表し、世界王座を返上した。
2008年3月15日、修斗「SHOOTO GIG WEST 9」で引退セレモニーが行われた。
2015年現在、大阪府藤井寺市にて鍼灸整骨院を開業している。

## 戦績

### プロ総合格闘技
| 総合格闘技 戦績 | 総合格闘技 戦績 | 総合格闘技 戦績 | 総合格闘技 戦績 | 総合格闘技 戦績 | 総合格闘技 戦績 | 総合格闘技 戦績 |
| --------------- | --------------- | --------------- | --------------- | --------------- | --------------- | --------------- |
| 8 試合          | (T)KO           | 一本            | 判定            | その他          | 引き分け        | 無効試合        |
| 6 勝            | 1               | 1               | 4               | 0               | 2               | 0               |
| 0 敗            | 0               | 0               | 0               | 0               | 2               | 0               |

| 勝敗 | 対戦相手       | 試合結果                            | 大会名                                         | 開催年月日     |
| ○    | 大沢ケンジ     | 5分3R終了 判定3-0                   | 修斗 【修斗世界フェザー級王座決定戦】          | 2006年7月21日  |
| ○    | マルコ・ロウロ | 5分3R終了 判定3-0                   | 修斗                                           | 2005年9月23日  |
| △    | ダニエル・リマ | 5分3R終了 判定1-1                   | 修斗 & KAKUMEI KICKBOXING                      | 2004年10月17日 |
| ○    | 大沢ケンジ     | 1R 1:05 スリーパーホールド          | 修斗 下北沢修斗劇場 第8弾 〜熱中時代・稽古編〜 | 2004年4月16日  |
| ○    | 三上洋平       | 5分2R終了 判定3-0                   | 修斗 【新人王トーナメント フェザー級 決勝】    | 2003年11月25日 |
| ○    | 喜多浩樹       | 1R 3:07 TKO（バックマウントパンチ） | 修斗                                           | 2003年7月13日  |
| ○    | 木部亮         | 5分2R終了 判定3-0                   | 修斗 SHOOTO GIG CENTRAL Vol.3                  | 2003年3月30日  |
| △    | 木部亮         | 5分2R終了 判定0-1                   | 修斗 【新人王トーナメント フェザー級 1回戦】   | 2002年2月11日  |

### アマチュア総合格闘技
| 勝敗 | 対戦相手 | 試合結果                 | 大会名                                           | 開催年月日    |
| ○    | 横山宜行 | 1R 2:16 腕ひしぎ十字固め | 全日本アマチュア修斗選手権 【フェザー級 決勝】   | 2001年9月24日 |
| ○    | 田中寛之 | 4分1R終了 判定27-20      | 全日本アマチュア修斗選手権 【フェザー級 準決勝】 | 2001年9月24日 |
| ○    | 加藤紳   | 4分1R終了 判定28-17      | 全日本アマチュア修斗選手権 【フェザー級 2回戦】  | 2001年9月24日 |
| ○    | 川野健作 | 3:41 腕ひしぎ十字固め    | 全日本アマチュア修斗選手権 【フェザー級 1回戦】  | 2001年9月24日 |

## 獲得タイトル
- 第8回全日本アマチュア修斗選手権 フェザー級 優勝（2001年）
- 修斗フェザー級新人王（2003年）
- 第4代修斗世界フェザー級王座（2006年）